# Xanthopleura
Xanthopleura este un gen de insecte lepidoptere din familia Arctiidae.

Cladograma conform Catalogue of Life:
| Xanthopleura | \| \| Xanthopleura flavocincta \| \| \| \| \| \| Xanthopleura perspicua \| \| \| \| \| \| Xanthopleura sandion \| \| \| \| \| \| Xanthopleura trotschi \| \| \| \| |
|              | \| \| Xanthopleura flavocincta \| \| \| \| \| \| Xanthopleura perspicua \| \| \| \| \| \| Xanthopleura sandion \| \| \| \| \| \| Xanthopleura trotschi \| \| \| \| |
|              | Xanthopleura flavocincta |
|              | |
|              | Xanthopleura perspicua |
|              | |
|              | Xanthopleura sandion |
|              | |
|              | Xanthopleura trotschi |
|              | |